# Epigeja
Epigeja (Epigaea L.) – rodzaj roślin z rodziny wrzosowatych. Obejmuje trzy gatunki występujące na izolowanych obszarach na półkuli północnej. Epigeja golteriowata E. gaultheroides rośnie w północno-wschodniej Turcji i przyległych obszarach Zakazukazia, epigeja azjatycka E. asiatica na Wyspach Japońskich (na Honsiu), a epigeja rozesłana E. repens we wschodniej części Ameryki Północnej (od Labradoru po Florydę). Są to niskie, płożące, zimozielone krzewinki uprawiane jako ozdobne, przy czym jednak rzadko spotykane, raczej tylko w kolekcjach botanicznych, trudne do zdobycia i utrzymania. Ze względu na walory ozdobne i intensywny, słodki zapach (kwiaty opisywane są jako jedne z najsilniej pachnących w Ameryce Północnej), a także właściwości lecznicze, epigeja rozesłana była pozyskiwana z natury, co wymusiło objęcie gatunku ochroną. Nasiona rozprzestrzeniane są przez mrówki (zob. myrmekochoria).
Naukowa nazwa rodzaju nawiązuje do płożącego pokroju roślin i utworzona została z greckich słów epi- (nad) i gaia (ziemia).

## Morfologia
PokrójKrzewinki o pędach płożących się i podnoszących na końcach, osiągających wysokość od kilku do ok. 20 cm. Pędy, szczególnie młode, są silnie owłosione.
LiścieZimozielone, skrętoległe, ogonkowe, skórzaste i całobrzegie. Z wierzchu zielone, ciemniejsze, od spodu jaśniejsze. Blaszka od 2 do 10 cm długości.
KwiatyJednopłciowe lub obupłciowe, promieniste. Zebrane są po kilka w gęste grona wyrastające na szczycie pędu lub z kątów liści. Działek kielicha jest pięć. Korona składa się z pięciu płatków zrośniętych w rurkę w dolnej połowie i z rozchylającymi się łatkami w górnej. Płatki mają kolor od białego poprzez różowy do jasnoczerwonego. Pręcików jest 10, schowanych wewnątrz rurki, pozbawionych ząbków, z pylnikami pękającymi podłużnym pęknięciem. Zalążnia pięciokomorowa z szyjką słupka na końcu rozdzielającą się na pięć ramion znamienia.
OwoceMięsista, kulistawa torebka zawierająca liczne (ok. 100), kulistawe do jajowatych nasiona.

## Systematyka

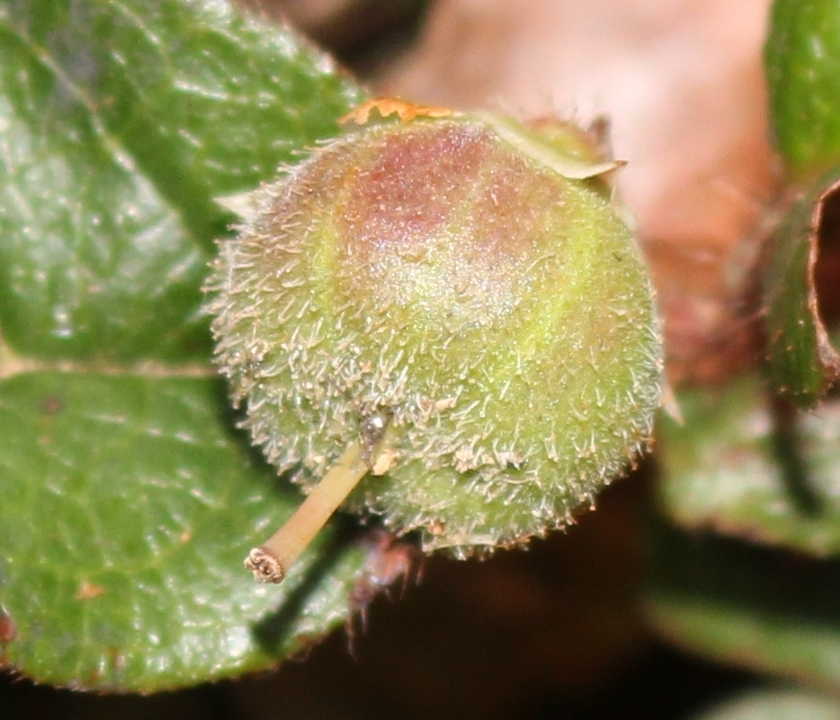
Owoc epigei azjatyckiej

Rodzaj należy do plemienia Phyllodoceae, podrodziny Ericoideae, rodziny wrzosowatych Ericaceae.
Wykaz gatunków
- Epigaea asiatica Maxim. – epigeja azjatycka
- Epigaea gaultherioides (Boiss. & Balansa) Takht. – epigeja golteriowata
- Epigaea repens L. – epigeja rozesłana[6], e. pełzająca[9]

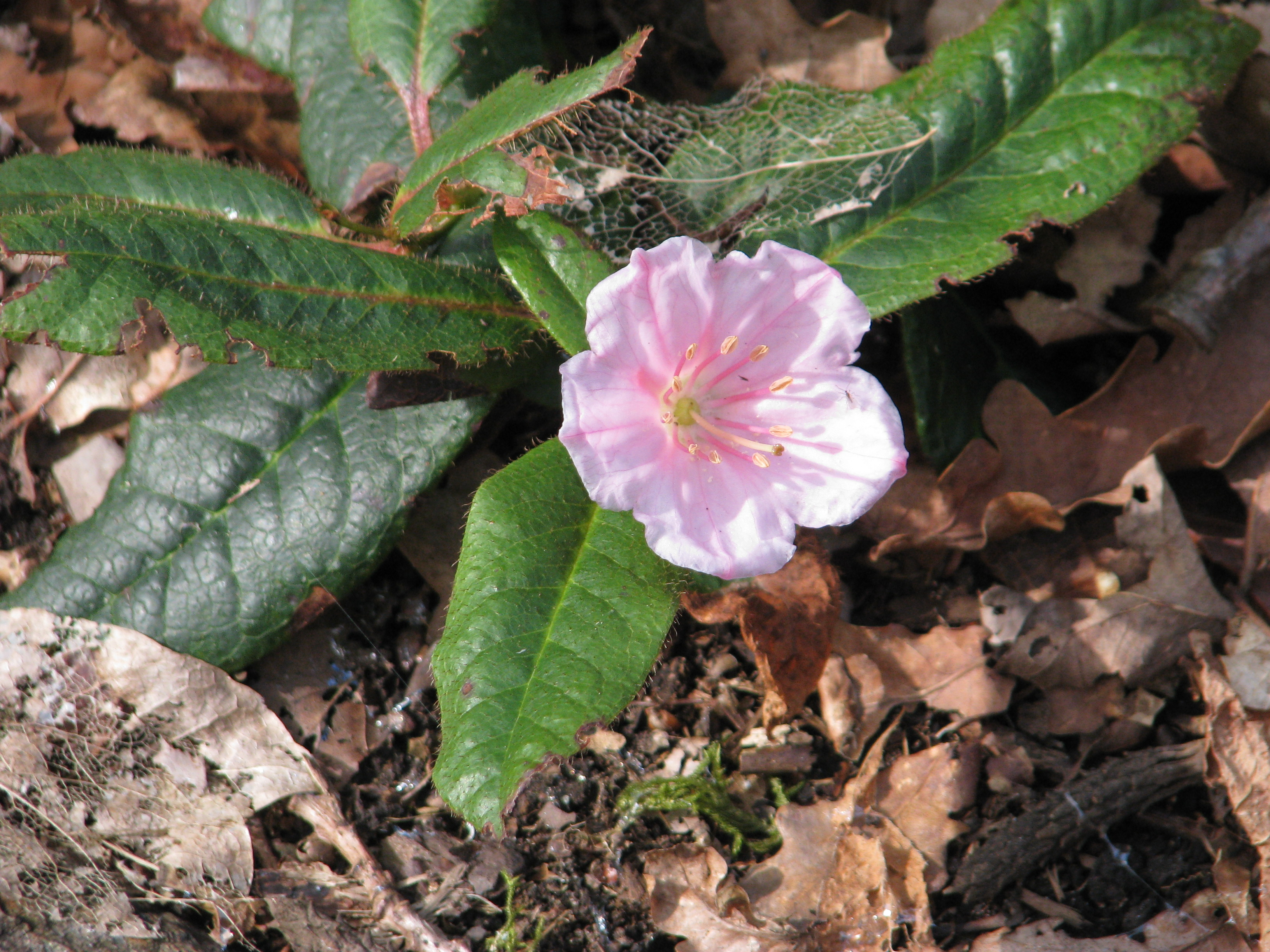
Epigeja golteriowata
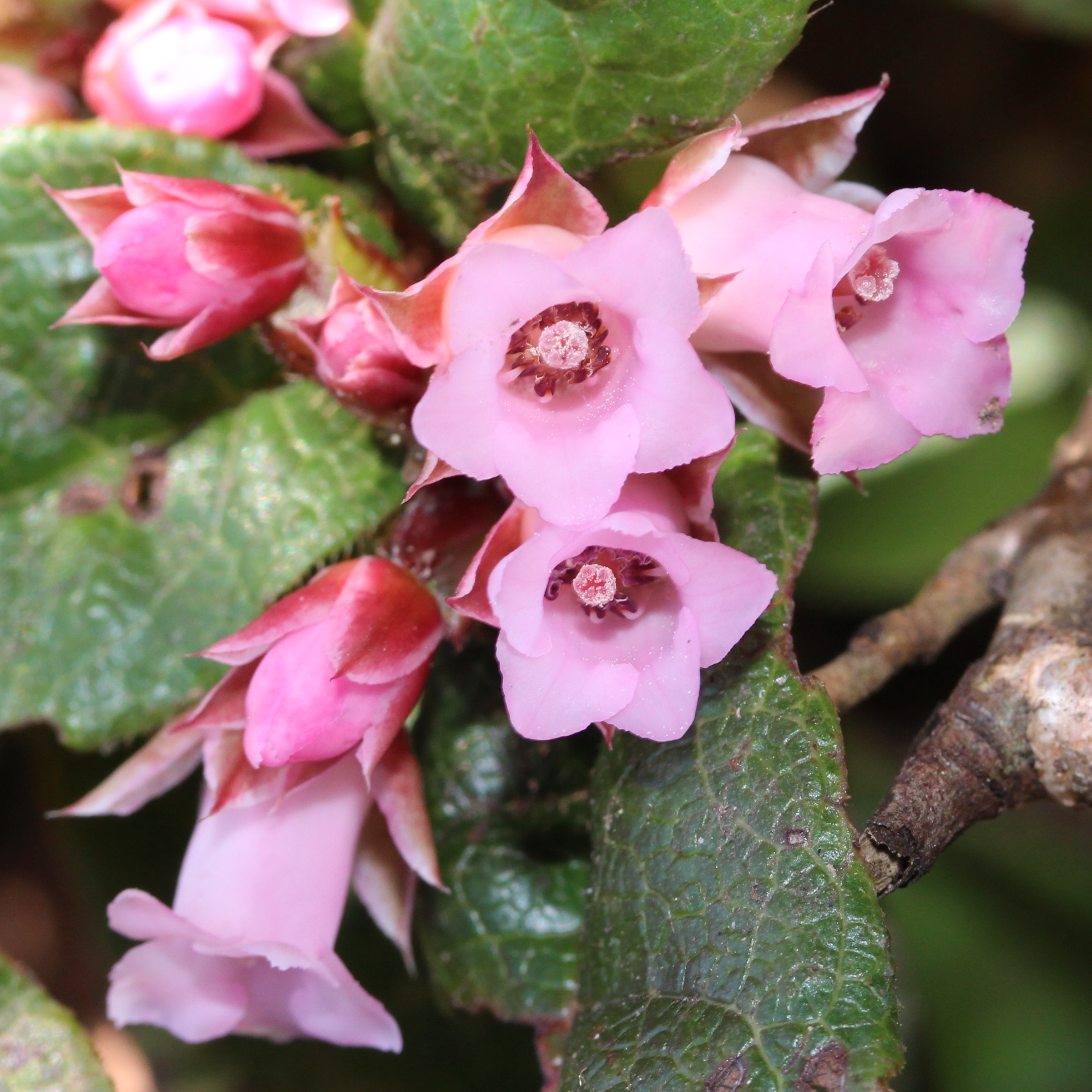
Epigeja azjatycka
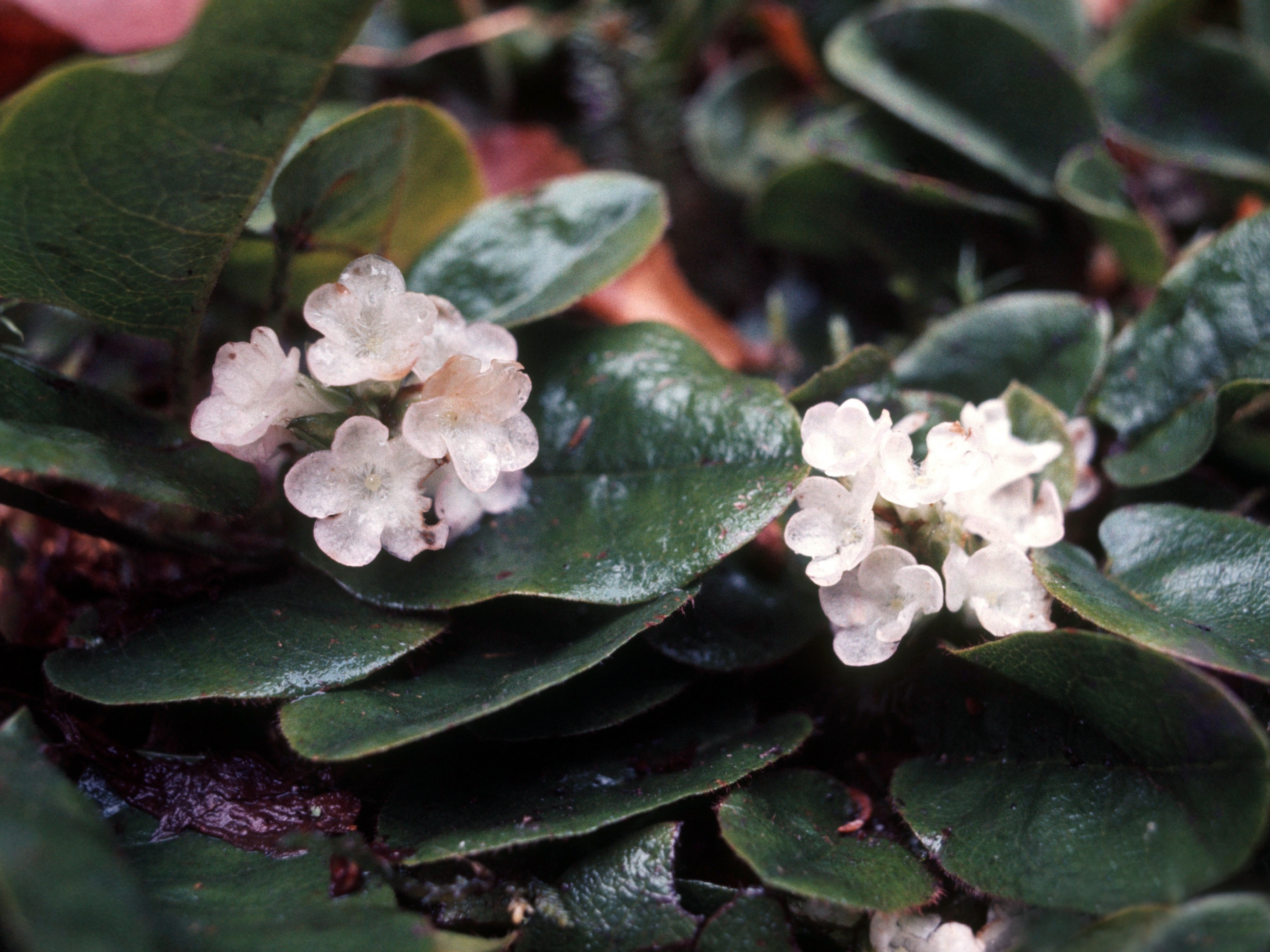
Epigeja rozesłana

## Uprawa
Rośliny te wymagają podłoża kwaśnego, piaszczysto-kamienistego, przy czym nie mają dużych wymagań wilgotnościowych i mogą rosnąć też w suchych miejscach. Rozmnażane są z nasion, przez podział i sadzonki pędowe. Bardzo źle znoszą przesadzanie. Na nowych stanowiskach zaczynają kwitnąć dopiero po 3–4 latach.